# Puiatu (Põltsamaa)
Puiatu – wieś w Estonii, w prowincji Jõgeva, w gminie Põltsamaa.